# Ourossogui
Ourossogui (anche conosciuta come Ouro Sogui) è una città del Senegal nordorientale, compresa nella regione di Matam.
Sorge poco lontano dal capoluogo regionale Matam, sulla sponda sinistra del fiume Senegal.
La città è un importante centro commerciale e nodo per le comunicazioni stradali della zona, dal momento che sorge all'incrocio delle strade N2 e N3.